# Меринос

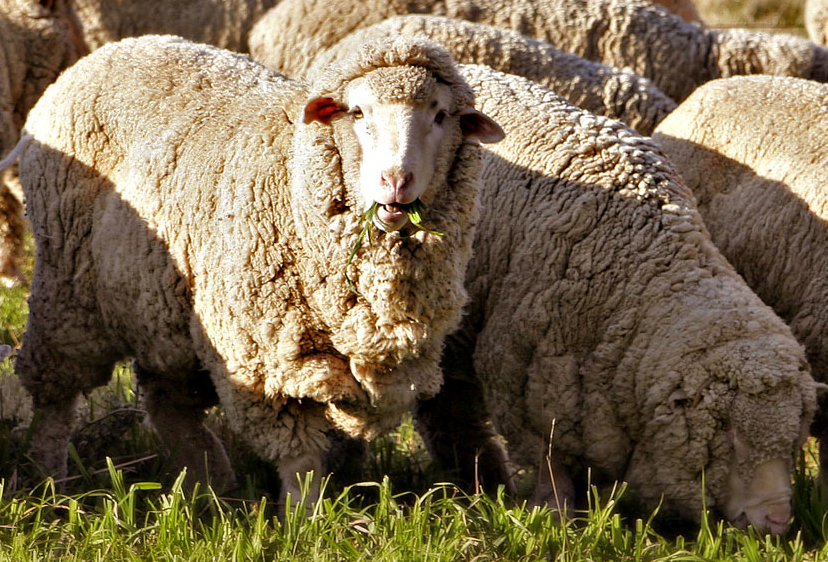
Австралійський меринос

Австралійський меринос — порода тонкорунних овець, виведена в Австралії. Основою стали мериносові вівці, завезені у XVIII столітті з Англії, Іспанії та Німеччини. Пізніше для схрещування використовувалися французькі рамбульє і американські вермонти. У результаті створено кілька типів тонкорунних овець, що мають істотні відмінності за екстер'єром і якістю вовни. В Австралії мериноси становлять 80 % усього поголів'я овець. Як поліпшувачів австралійського мериноса використовують у багатьох країнах. У СРСР з участю австралійського мериноса виведена грозненська порода овець.

## Різновиди
- Тип файн — вівці безскладчаті, з дуже тонкою вовною — 70-ї якості і вище. Жива маса (широко поширений термін «жива вага») баранів близько 70 кг, маток 35—40 кг. Поширені у районах з відносно низькою температурою і великою кількістю опадів.
- Тип медіум («пепіно» і «нонпепіни») — вівці з 2—3 складками. Вовна 64—66-ї якості. Жива маса баранів 75—85 кг, маток 40-44 кг. Розводяться на родючих сухих рівнинах.
- Тип стронг — найбільші вівці. Вовна 60—58-ї якості. Жива маса баранів 80—95 кг, маток 42—48 кг. Настриг вовни з баранів австралійського мериноса 9—10 кг, найбільший до 20 кг, з маток 4—5 кг, найбільший до 10 кг.

## Вовна
Спільним для овець всіх типів є висока якість вовни. З вовни мериноса виробляють різний спортивний одяг в основному термобілизну. Переваги вовни з мериноса:
- М'яка шовковиста на дотик
- Терморегуляція
- Відведення поту
- Повітропроникність
- Антибактеріальність
- Антиалергеність
- Захищає від УФ-випромінювання
- Пустотіле волокно[1]